# 田口卓臣
田口 卓臣（たぐち たくみ、1973年11月29日 - ）は、日本のフランス哲学研究者、中央大学文学部教授。

## 来歴
神奈川県横浜市生まれ。1996年東京大学文学部哲学科卒、2007年同大学院人文社会系研究科博士後期課程修了、「ディドロ人間学とその方法 小説作品に関する研究」で博士（文学）。2009年宇都宮大学国際学部講師、2011年准教授。2019年より中央大学文学部教授。
2009年『ディドロ―限界の思考』で渋沢・クローデル賞特別賞受賞。

## 著書
- 『ディドロ 限界の思考 小説に関する試論』風間書房 2009
- 『怪物的思考 近代思想の転覆者ディドロ』講談社選書メチエ 2016

### 共編著
- 『お母さんを支えつづけたい 原発避難と新潟の地域社会』髙橋若菜共編 本の泉社 マイブックレット 2014
- 『脱原発の哲学』佐藤嘉幸共著 人文書院 2016
- 『原発避難と創発的支援 活かされた中越の災害対応経験』髙橋若菜 編著,松井克浩共著. 本の泉社, 2016.3

### 翻訳
- ビリー・クルーヴァー『ビリーのグッド・アドヴァイス』アセテート 2005
- ドニ・ディドロ『運命論者ジャックとその主人』王寺賢太共訳 白水社 2006
- モンテスキュー『ペルシア人の手紙』講談社学術文庫 2020

## 論文
- 田口卓臣

## 関連人物
- 青山昌文[3]